# Vendéopôle
Les Vendéopôle sont des zones d'activités économiques créées à l'initiative du conseil général du département de la Vendée. 

## Présentation
Ces parcs d'activités sont situés à proximité de grands axes routiers et autoroutiers ; ils offrent un environnement paysager de qualité. L'objectif est attirer les entreprises sur un même territoire, leur création a permis l'installation de plus de 160 entreprises pour plus de 6000 emplois.

## Implantations
- Vendéopôles de 1re génération :

Actipôle 85 (Le Poiré-sur-Vie),
Beaupuy (La Roche-sur-Yon, Mouilleron-le-Captif),
La Mongie (Les Essarts),
Vendée Atlantique (Sainte-Hermine puis Sainte-Gemme-la-Plaine),
Vendéopôle Sud-Loire (Boufféré puis Rocheservière et Saint-Hilaire-de-Loulay)
- Vendéopôle de 2e génération :

Antenne du Pays de Mortagne (Mortagne-sur-Sèvre),
Haut-Bocage Vendéen (Les Herbiers et La Verrie puis Chavagnes-en-Paillers et La Meilleraie-Tillay),
Vendéopôle « Sud-Vendée » (Fontenay-le-Comte puis échangeur Fontenay le Comte-Ouest),
Vendéopôle « Vendée-Centre » (Bournezeau),
Vendéopôle Pays Challandais (Bois-de-Céné)
Vendéopôle Pays de Saint-Gilles-Croix-de-Vie (Saint-Révérend, Givrand),
Vendéopôle littoral (Le Château-d'Olonne et Talmont-Saint-Hilaire),
Vendéopôle La Roche Sud (Aubigny),